# Vrtoče
Vrtoče (in italiano in passato Vertozza, Vertoza o Vertoce) è un paese della Slovenia, frazione del comune di Merna-Castagnevizza.
La località si trova nella parte occidentale della valle del Vipacco a 48,3 metri s.l.m. ed a 3,0 chilometri dal confine italiano.

L'insediamento (naselja) è anche costituito dagli agglomerati di: Pri Selu e Pušeljci.

## Geografia fisica
Nel 1907 il Timeus, direttore del laboratorio chimico dell'Ufficio Igiene di Trieste, versò nel fiume Vipacco, all'altezza di Vertozza, alcuni chilogrammi di cloruri di litio e di stronzio e - dopo un certo periodo di tempo - ne trovò le tracce nei laghi di Doberdò, Pietrarossa e Sablici e addirittura nelle risorgive del Timavo presso S. Giovanni di Duino. Per questo motivo si ritenne per tanti anni che fosse proprio il Vipacco, con le sue perdite sotterranee, a contatto con i calcari del Carso, ad alimentare in buona parte le "acque di fondo" dell'altopiano di Doberdò. Parecchi anni dopo - siamo nel 1963 - i geologi Mosetti e D'Ambrosi, studiando le caratteristiche idrologiche della piana di Gorizia, conclusero invece che il maggiore contributo alla falda carsica viene dato in realtà dall'Isonzo, mentre gli apporti del Vipacco dovrebbero essere molto più modesti. Ciò venne confermato anche da successive indagini di Mosetti e Pomodoro (1963), di Gemiti e Licciardello (1977), e da Graziano Cancian (1987).

### Alture principali
Volkovnjak (in italiano storico Monte Lupo), 285 m; Veliki Medvejšče , 376 m; Figovec , 122 m.

### Corsi d'acqua
fiume Vipacco (Vipava)

## Storia
Comune catastale autonomo a inizio XIX secolo, inquadrata nella Contea di Gorizia e Gradisca, Vertozza (Vrtoče o Vertovče) nel 1849 venne a far parte del Litorale austriaco, e in seguito venne aggregata al comune di Savogna (Sovodnje). In seguito alla prima guerra mondiale e al Trattato di Rapallo, nel 1920 venne annessa al Regno d'Italia come il resto della Venezia Giulia. Vertoce/Vertozza (Vrtoče) rimase dapprima nel comune di Savogna (dal 1923 Savogna d'Isonzo), entrando a fare parte della provincia del Friuli. Nel 1927 il comune di Savogna d'Isonzo entrò a far parte della ricostituita provincia di Gorizia, ma nello stesso anno venne soppresso e aggregato con tutto il suo territorio a quello di Merna.
In seguito alla seconda guerra mondiale e ai Trattati di Parigi, la località venne annessa alla Jugoslavia. Dal 1991 è parte della Slovenia.